# 프랑스 대무관장

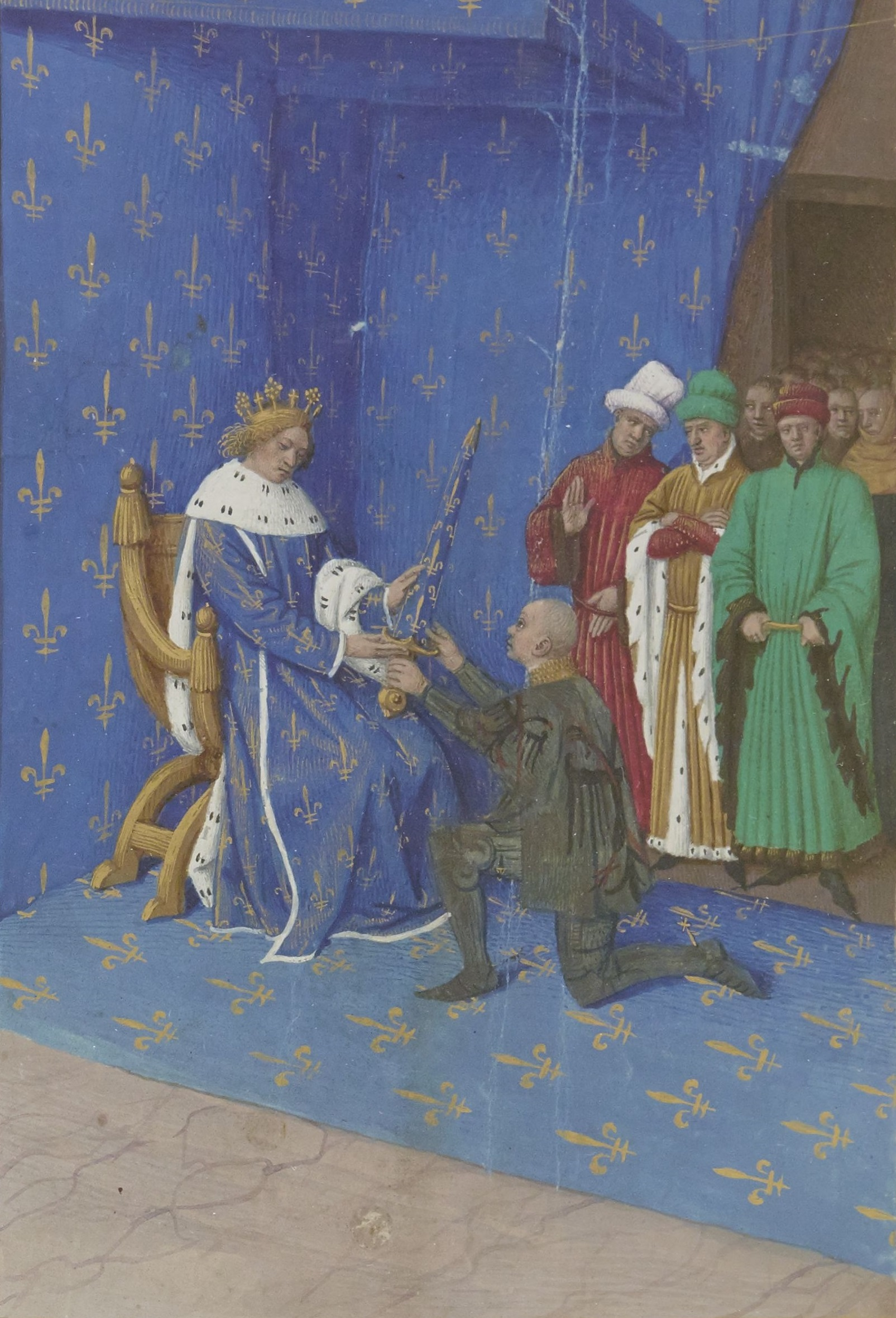
1369년 10월 2일 샤를 5세가 대무관장 베르트랑 뒤 게클랭(Bertrand du Guesclin)에게 보검 즈와이외즈를 하사하는 모습.

프랑스 대무관장(프랑스어: Grand Connétable de France 그랑 콘네타블 드 프랑스[*])은 앙시앵 레짐 시절 프랑스 왕국의 무관장으로, 프랑스 왕관중신 중 한 명이며 프랑스 육군의 총사령관이었다. 국왕의 직속 부관장군(Lieutenant-general)이며, 다른 모든 군인의 상관인 군무의 일인지하 만인지상 위치였다. 또한 대무관장은 군사사법과 기사도 규제의 업무도 담당했다.
1060년 필리프 1세가 신설했다. 최초의 대무관장은 알베릭 1세 드 몽모랑시(Albéric Ier de Montmorency)이다. 1627년, 마지막 대무관장 프랑수아 드 레스디귀에르 공작(François de Bonne de Lesdiguières)이 사망하자 수석국무장관 리슐리외 추기경이 왕권강화의 일환으로 대무관장직을 폐지시켰다.
이후 만들어진 프랑스 대원수는 대무관장 같은 상설 직책이라기보다, 특출난 공훈을 세운 장군에게 수여되는 명예 칭호로서 존재했고, 대무관장 같은 실질적 권력은 없었다.

## 같이 보기
- 무관장
- 잔 다르크